# Pålkran

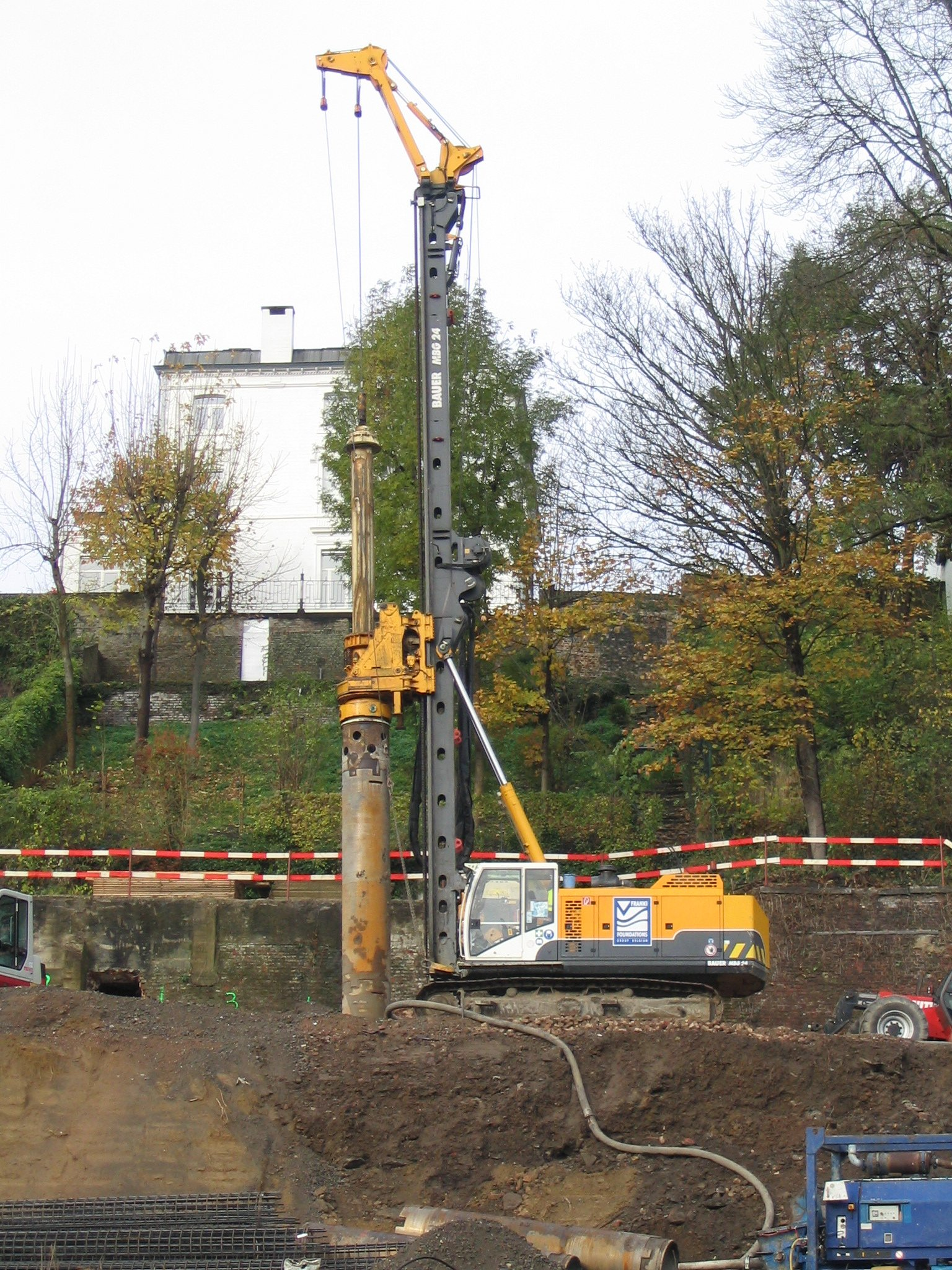
Pålkran som driver ner en stålrörspåle.

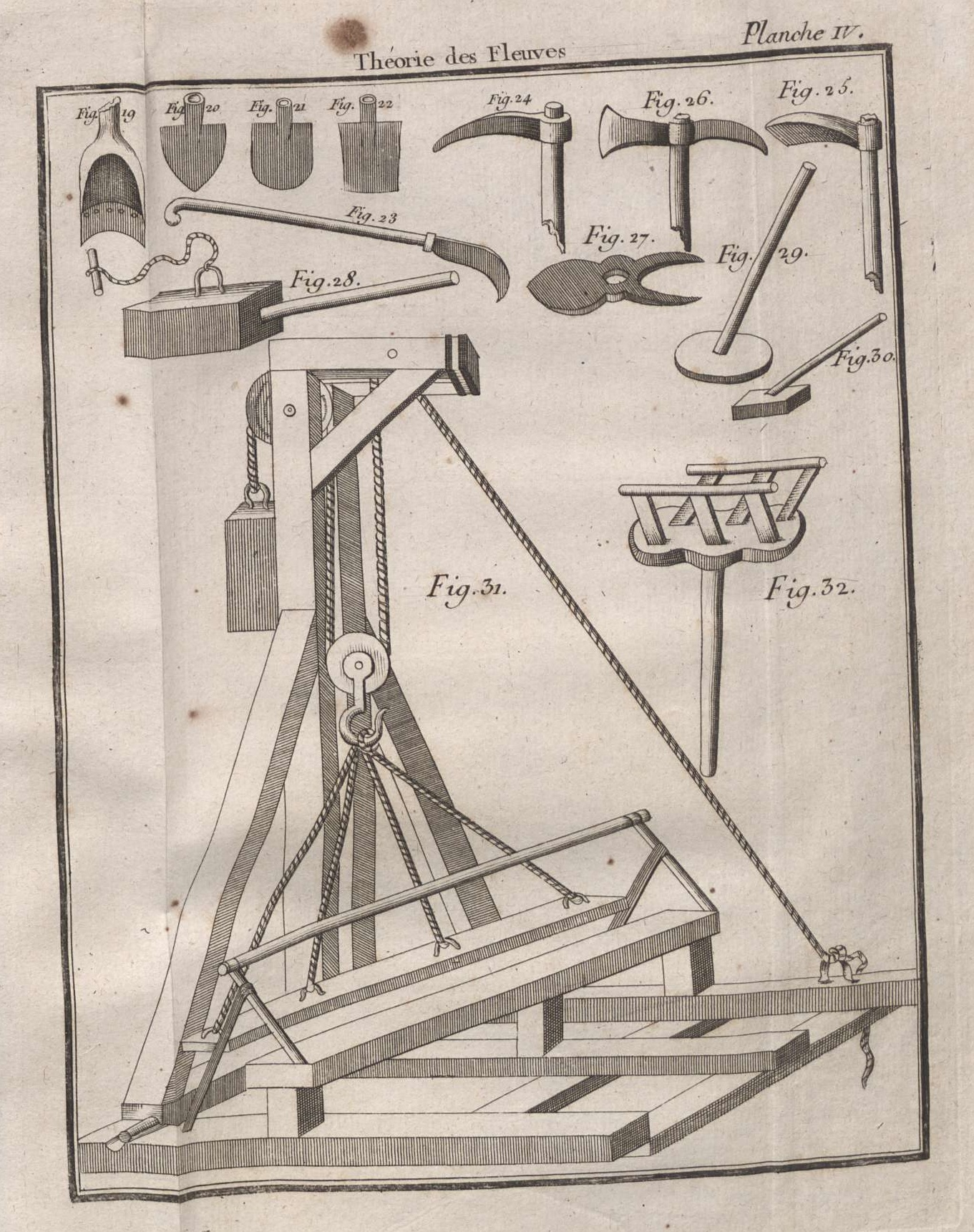
Abhandlung vom Wasserbau an Strömen, 1769

Pålkran är en maskin som trycker ner pålar i marken, till exempel med hjälp av en hejare. Pålkranar byggs ofta på bandgående grävmaskiner för att kunna ta sig fram på lerig mark.